# ОФК куп нација 2016.
ОФК куп нација 2016. (службени назив: 2016 OFC Nations Cup) је десети по реду ОФК куп нација који се одржава под покровитељством Фудбалске конфедерације Океаније. Првенство ће се одржати од 28. маја 2016. до 12. јуна 2016. године у Папуа Новој Гвинеји.
Победник такмичења постће првак Океаније у фудбалу и стећи ће право да представља Океанију на наредном Купу конфедерација. Првенство се рачуна и као друга рунда квалификација за Светско првенство у фудбалу 2018. године. Прве три репрезентације из сваке групе ће се пласирати у последњу трећу рунду. Титулу брани репрезентација Тахитија.
Шампион је постао Нови Зеланд који је у финалу након пенала победио домаћина, Папуа Нову Гвинеју након бољег извођења једанаестераца.

## Стадион
ОФК куп нација 2016. ће се играти на једном стадиону у главном граду Папуа Нове ГвинејеSir John Guise Stadium, Порт Морсбију.
| Порт Морсби                                               |  |
| --------------------------------------------------------- |  |
|                                                           |  |
| 9° 26′ 27″ Ј; 147° 11′ 07″ И / 9.440893° Ј; 147.185355° И |  |

## Репрезентације
Седам репрезентација се квалификовало на основу пласмана са прошлог купа нација 2012. године, док се Самоа пласирала након квалификација
| - Вануату - Нова Каледонија - Нови Зеланд - Папуа Нова Гвинеја | - Соломонова Острва - Тахити - Фиџи - Самоа |

## Групна фаза такмичења
Учествује осам репрезентација подељених у две групе по четири репрезентације. Две најбоље пласиране репрезентације из сваке групе пролазе у полуфинале. 

### Група А
|    | Табела групе А     | И | Д | Н | И | ДГ | ПГ | ГР  | Бод. |
| -- | ------------------ | - | - | - | - | -- | -- | --- | ---- |
| 1. | Папуа Нова Гвинеја | 3 | 1 | 2 | 0 | 11 | 3  | +8  | 5    |
| 2. | Нова Каледонија    | 3 | 1 | 2 | 0 | 9  | 2  | +7  | 5    |
| 3. | Тахити             | 3 | 1 | 2 | 0 | 7  | 3  | +4  | 5    |
| 4. | Самоа              | 3 | 0 | 0 | 3 | 0  | 19 | -19 | 0    |

| Папуа Нова Гвинеја | 1:1      | Нова Каледонија |
| ------------------ | -------- | --------------- |
| Семи 41’           | Извештај | Саико 84’       |

| Тахити                                       | 4:0      | Самоа |
| -------------------------------------------- | -------- | ----- |
| T. Техау 2’ 5’ · Чонг Хуе 15’ · A. Техау 39’ | Извештај |       |

| Папуа Нова Гвинеја | 2:2      | Тахити                      |
| ------------------ | -------- | --------------------------- |
| Гунемба 45+1’ 64’  | Извештај | A. Техау 66’ · T. Техау 76’ |

| Нова Каледонија                                                                                | 7:0       | Самоа |
| ---------------------------------------------------------------------------------------------- | --------- | ----- |
| Кајара 18’ 30’ · Немиа 28’ · Зеоула 38’ (пен.) · Вадриако 53’ · Цехоме 79’ · Дахите 89’ (пен.) | Извештај) |       |

| Самоа | 0:8      | Папуа Нова Гвинеја |
| ----- | -------- | ------------------ |
|       | Извештај |                    |

| Тахити | 1:1      | Нова Каледонија |
| ------ | -------- | --------------- |
|        | Извештај |                 |

### Група Б
|    | Табела групе Б    | И | Д | Н | И | ДГ | ПГ | ГР | Бод. |
| -- | ----------------- | - | - | - | - | -- | -- | -- | ---- |
| 1. | Нови Зеланд       | 3 | 3 | 0 | 0 | 9  | 1  | +8 | 9    |
| 2. | Соломонова Острва | 3 | 1 | 0 | 2 | 1  | 2  | -1 | 3    |
| 3. | Фиџи              | 3 | 1 | 0 | 2 | 4  | 6  | -2 | 3    |
| 4. | Самоа             | 3 | 1 | 0 | 2 | 3  | 8  | -5 | 3    |

| Нови Зеланд                                | 3:1      | Фиџи                |
| ------------------------------------------ | -------- | ------------------- |
| Цимопулос 16’ · Фалон 41’ · Вуд 61’ (пен.) | Извештај | Кришна 45+2’ (пен.) |

| Вануату | 0:1      | Соломонова Острва |
| ------- | -------- | ----------------- |
|         | Извештај | Донга 19’         |

| Вануату | 0:5      | Нови Зеланд                                            |
| ------- | -------- | ------------------------------------------------------ |
|         | Извештај | Вуд 4’ 5’ · Мекглинчи 10’ · Фалон 19’ · Барбарусес 45’ |

| Соломонова Острва | 0:1      | Фиџи              |
| ----------------- | -------- | ----------------- |
|                   | Извештај | Кришна 85’ (пен.) |

| Фиџи | 2:3      | Вануату |
| ---- | -------- | ------- |
|      | Извештај |         |

| Нови Зеланд | 1:0      | Соломонова Острва |
| ----------- | -------- | ----------------- |
|             | Извештај |                   |

## Елиминациона фаза

### Полуфинале
| Нови Зеланд | 1:0      | Нова Каледонија |
| ----------- | -------- | --------------- |
| Вуд 49’     | Извештај |                 |

| Папуа Нова Гвинеја        | 2:1      | Соломонова Острва |
| ------------------------- | -------- | ----------------- |
| Фостер 38’ · Дабињаба 82’ | Извештај | Молеа 41’         |

### Утакмица за златну медаљу
| Нови Зеланд                               | 0:0 (про) | Нова Каледонија                  |
| ----------------------------------------- | --------- | -------------------------------- |
|                                           | Извештај  |                                  |
| Пенали                                    |           |                                  |
| Фалон · Макглинки · Дајер · Броки · Рохас | 4:2       | Упаига · Семи · Фостер · Гуненба |

| Победник ОФК куп нација 2016. |
| Нови Зеланд Пета титула       |